# Stibadocerella formosensis
Stibadocerella formosensis är en tvåvingeart som beskrevs av Alexander 1929. Stibadocerella formosensis ingår i släktet Stibadocerella och familjen mellanharkrankar.
Artens utbredningsområde är Taiwan. Inga underarter finns listade i Catalogue of Life.